# Anolis campbelli
Anolis campbelli es una especie de lagarto que pertenece a la familia Dactyloidae. Es endémica de la sierra de los Cuchumatanes en Guatemala. Su rango altitudinal oscila entre 1540 y 1660 m s. n. m..